# Nointel (Oise)
 Nointel  es una población y comuna francesa, en la región de Picardía, departamento de Oise, en el distrito de Clermont y cantón de Liancourt.

## Demografía
| 686 | 689 | 718 | 885 | 1041 | 1035 |
| Para los censos de 1962 a 1999 la población legal corresponde a la población sin duplicidades (Fuente: INSEE [Consultar]) |     |     |     |      |      |